# Orbara
Orbara és un municipi de Navarra, a la comarca d'Auñamendi, dins la merindad de Sangüesa.

## Demografia
| Evolució demogràfica                              | Evolució demogràfica | Evolució demogràfica | Evolució demogràfica | Evolució demogràfica | Evolució demogràfica | Evolució demogràfica | Evolució demogràfica | Evolució demogràfica | Evolució demogràfica | Evolució demogràfica |
| 1996                                              | 1998                 | 1999                 | 2000                 | 2001                 | 2002                 | 2003                 | 2004                 | 2005                 | 2006                 | 2007                 |
| 1996                                              | 1998                 | 1999                 | 2000                 | 2001                 | 2002                 | 2003                 | 2004                 | 2005                 | 2006                 | 2007                 |
| ------------------------------------------------- | -------------------- | -------------------- | -------------------- | -------------------- | -------------------- | -------------------- | -------------------- | -------------------- | -------------------- | -------------------- |
| 67                                                | 62                   | 59                   | 58                   | 59                   | 59                   | 57                   | 57                   | 56                   | 54                   | 50                   |
| Fonts: Orbara i institut d'estadística de navarra |                      |                      |                      |                      |                      |                      |                      |                      |                      |                      |